# Chris Farley
Christopher Crosby „Chris” Farley  (15 februarie 1964 – 18 decembrie 1997) a fost un comedian și actor american. Farley a fost cunoscut pentru stilul său de comedie puternic și energic, a fost membru al trupei The Second City din Chicago și membru al distribuției Saturday Night Live de pe NBC între 1990 și 1995. Farley și Chris Rock au fost incluși în show la începutul anului 1990. La sfârșitul anului 1997, Farley a murit ca urmare a unei supradoze de droguri la vârsta de 33 de ani.

## Filmografie
| An   | Titlu               | Rol                          | Note                                                          |
| ---- | ------------------- | ---------------------------- | ------------------------------------------------------------- |
| 1992 | Wayne's World       | Security Guard               |                                                               |
| 1993 | Coneheads           | Ronnie the Mechanic          |                                                               |
| 1993 | Wayne's World 2     | Milton                       |                                                               |
| 1994 | Airheads            | Ofițer Wilson                |                                                               |
| 1995 | Billy Madison       | Bus Driver                   | Nemenționat                                                   |
| 1995 | Tommy Boy           | Thomas "Tommy" Callahan, III | MTV Movie Awards Best On-Screen Duo (Shared with David Spade) |
| 1996 | Black Sheep         | Mike Donnelly                |                                                               |
| 1997 | Beverly Hills Ninja | Haru                         | Nominalizare — MTV Movie Awards Best Comedic Performance      |
| 1998 | Almost Heroes       | Bartholomew Hunt             | Released five months after Farley's death                     |
| 1998 | Dirty Work          | Jimmy No-Nose                | Nemenționat; ultimul său film                                 |

| An        | Titlu                  | Rol                   | Note         |
| --------- | ---------------------- | --------------------- | ------------ |
| 1990–1995 | Saturday Night Live    | Diverse personaje     | 100 episoade |
| 1992      | The Jackie Thomas Show | Chris Thomas          | 1 episod     |
| 1993      | The Larry Sanders Show | Rolul său             | 1 episod     |
| 1993      | Roseanne               | Man in Clothing Store | 1 episod     |
| 1994      | Tom                    | Chris                 | 1 episod     |
| 1997      | All That               | Chef Farley           | 1 episod     |

## Legături externe
- Chris Farley la Internet Movie Database
- Maxim Rated Top SNL performer Arhivat în 19 mai 2008, la Wayback Machine.
- Review of Chris Farley biography
- Chris Farley la Find a Grave
- Chris Farley SNL video archive Arhivat în 21 septembrie 2013, la Wayback Machine. at Yahoo Screen